# Kogilur, Krishnarajanagara
Kogilur là một làng thuộc tehsil Krishnarajanagara, huyện Mysore, bang Karnataka, Ấn Độ.